# Brigada diavolului
Brigada diavolului (titlu original: The Devil's Brigade) este un film american de război din 1968 regizat de Andrew V. McLaglen bazat pe romanul omonim din 1966 scris de romancierul și istoricul american Robert H. Adleman și colonelul George Walton, membru al brigăzii. Rolurile principale au fost interpretate de actorii William Holden, Cliff Robertson, Vince Edwards și Andrew Prine.
Filmul are loc în al Doilea Război Mondial și povestește formarea, antrenamentul și prima misiune a Forței 1 a Serviciului Special, o unitate de comando comună americană-canadiană, cunoscută sub numele de Brigada Diavolului. Filmul dramatizează prima misiune a Brigăzii în Campania din Italia, misiunea de a cuceri ceea ce este considerat o fortăreață montană germană inexpugnabilă, Monte la Difensa.
A avut încasări de 8.000.000 $.

## Prezentare

În vara anului 1942, locotenent-colonelul american Robert T. Frederick, un ofițer de stat major al Departamentului de Război fără experiență anterioară în luptă sau comandă, este chemat în Marea Britanie, unde este ales de amiralul Lord Louis Mountbatten pentru a forma și antrena o forță de comando compusă atât din americani, cât și din personal canadian pentru operațiunile din Norvegia ocupată de germani.
Înapoi în SUA, Frederick ajunge în Montana, la Fortul William Henry Harrison aflat în paragină, unde își primește trupele americane - toți sunt foști pușcăriași, vagabonzi sau neadaptați. Când sosește contingentul canadian de elită, ales cu atenție, apare imediat o fricțiune cu americanii și se instalează haosul. În momentul în care Frederick reușește să depășească diferențele naționale și să transforme brigada într-o unitate de comando cu înaltă pregătire, el este informat că Înaltul Comandament Aliat a schimbat ordinele și a dat misiunea din Norvegia trupelor britanice. Rămasă fără misiune, brigada primește ordin ca să fie desființată și soldații săi să fie redistribuiți la alte unități. Frederick nu se descurajează și reușește să-l convingă pe generalul locotenent Mark Clark să le ofere oamenilor săi șansa de a-și dovedi profesionalismul cu o nouă misiune în Italia.
Comandantul adjunct al lui Clark, generalul-maior Maxwell Hunter, ordonă sceptic Primei Forțe Speciale să întreprindă o misiune de cercetare a unei garnizoane germane într-un oraș italian, dar Frederick merge mai departe și cucerește întregul oraș. În acest fel, ei primesc de la germani porecla „Die Teufelsbrigade” – Brigada Diavolului.
Convins acum de capacitatea oamenilor lui Frederick, generalul locotenent Clark îl promovează pe Frederick la rangul de colonel plin și le dă o misiune pe care alte trupe aliate nu au reușit să o îndeplinească - să cucerească Monte la Difensa. Înfruntându-se cu obstacole severe, Brigada Diavolului atacă partea de est neapărată a muntelui escaladând o stâncă despre care germanii credeau că nu poate fi escaladată. Ajungând în vârf, toată unitatea, cuceresc fortăreața în ciuda pierderilor considerabile, permițând Aliaților să-și continue înaintarea spre nordul Italiei.

## Distribuție
- William Holden - Lt. Col./Col. Robert T. Frederick
- Cliff Robertson - Maior Alan Crown
- Vince Edwards - Maior Cliff Bricker
- Andrew Prine - Soldat Theodore Ransom
- Jeremy Slate - Sgt. Patrick O'Neill
- Claude Akins - Pvt./Cpl. Rockwell W. "Rocky" Rockman
- Jack Watson - Cpl./Sgt. Peacock[4][5]
- Richard Jaeckel - Pvt./Cpl. Omar Greco
- Bill Fletcher - Pvt. Billy 'Bronc' Guthrie
- Richard Dawson - Pvt./Cpl. Hugh MacDonald
- Tom Troupe - Pvt. Al Manella
- Luke Askew - Pvt. Hubert Hixon
- Jean-Paul Vignon - Pvt. Henri Laurent
- Tom Stern - Capt. Cardwell, Garrison CO of Fort William Henry Harrison
- Harry Carey Jr. - Capt. Rose
- Michael Rennie - Lt. Gen. Mark W. Clark, Commander of the U.S. Fifth Army
- Carroll O'Connor - Maj. Gen. Maxwell Hunter
- Dana Andrews - Brig. Gen. Walter Naylor
- Gretchen Wyler - the Lady of Joy
- Patric Knowles - Adm Lord Mountbatten
- Wilhelm Von Homburg - Fritz
- James Craig - Maj. Gen. Knapp
- Richard Simmons - Gen. Bixby
- Norman Alden - the M.P. Lieutenant

## Productie

### Dezvoltare
Producătorul David L. Wolper a fost un regizor de documentare remarcat interesat să producă filme de lungmetraj. El a cumpărat drepturile de autor pentru ecranizarea cărții  lui Adleman și Walton în octombrie 1965. (El cumpărase deja drepturile pentru cartea The Remagen Bridge.)
Wolper a spus că a fost atras de material pentru că nu a vrut să fie scris ca un realizator de documentare serios. „Se bazează pe adevăr, dar este un „film”, o chestie de tip distracție și jocuri”, a spus el. United Artists a fost de acord să finanțeze producția. Wolper l-a angajat pe William Roberts pentru a scrie un scenariu. Mai târziu, producătorul a scris în memoriile sale că „acesta a fost primul meu lungmetraj, dar nu am fost deloc intimidat”.
În octombrie 1966, William Holden a fost de acord să joace în film. În luna următoare, Andrew McLaglen a fost de acord să-l regizeze.

### Filmări
Filmările au început la 15 aprilie 1967. Filmul a fost filmat cu  en:19th Special Forces Groupal 19-lea Grup al Forțelor Speciale la Camp Williams, Utah, la 20 de mile sud de Salt Lake City, cu locații de luptă pe Muntele Jordan, lângă Draper, Utah și în Sant'Elia Fiumerapido, Italia.
Părți din film au fost filmate și în Park City, Lehi, Alpine, Solitude și  Granite Mountain în Utah.
David L. Wolper și-a dat seama că este la fel de ieftin să filmezi într-un sat italian în loc să construiești un platou italian în America. Cu toate acestea, scena zilei de naștere care are loc în Italia a fost filmată la Armeria Gărzii Naționale în Salt Lake City, cu studenți de la Universitatea Brigham Young ca figuranți.
Departamentul Apărării al Statelor Unite ale Americii a pus la dispoziție 300 de membri ai Gărzii Naționale din Utah pentru soldații din scenele de luptă în masă. Wolper a pus Brigada să poarte berete roșii atractive, dar fictive, care apăreau la fel ca și pe afișele filmului și pe coperta broșată a cărții lui Adelman și Walton.
Distribuția filmului l-a a inclus alergătorul NFL Paul Hornung și boxerul campion mondial la categoria medie Gene Fullmer în roluri minore. Ei pot fi văzuți în secvența de încăierare din bar, Hornung ca un tăietor de lemne beligerant și Fullmer ca barman.
Wolper a scris mai târziu că Holden a fost foarte cooperant în timpul filmărilor din Utah, bea doar vin, dar în Italia consumul lui de alcool a scăpat de sub control. Wolper a trebuit să apeleze la asistența unei femei din Paris care l-a cunoscut pe Holden înainte și l-a ajutat să termine filmul la timp.

### Post producție
McLaglen a spus că atunci când a arătat versiunea finală celor de la United Artists, aceștia au „adorat” filmul. 
Dar producătorul avea o sală mare de proiecție în casa lui și a proiectat filmul timp de o săptămână la o sută de oameni și cred că o sută de oameni aveau idei despre ce ar trebui să facem cu filmul... Și fără ca eu să am vreuna – nu am avut ultimul cuvânt – au tăiat filmul și, până la urmă, nu a fost nici pe departe atât de bun pe cât ar fi putut fi. Am avut un final grozav și o mulțime de lucruri bune acolo, iar el nu știa ce face. Încă îmi fac griji pentru asta.

## Coloană sonoră
Alex North a compus coloana sonoră a filmului, refolosind tema sa respinsă pentru episodul pilot al seriei The Rat Patrol (1966-68). În momentul lansării, doar o versiune de copertă a albumului cu coloana sonoră creată de Leroy Holmes a fost lansată de United Artists Records. Albumul a fost ilustrat cu artă originală a filmului de Sandy Kossin și a prezentat instrumental (cu fluierat) și un cor masculin cântând versuri pe tema compoziției lui North. Albumul conținea, de asemenea, versiuni cover ale altor teme ale lui North, precum și muzica populară din anii 1940 care a apărut în film.
În 2007, Film Score Monthly și Intrada au lansat o ediție limitată pe CD a partiturii originale a lui North, cu opera de artă a lui Kossin, inclusiv versiuni alternative ale temei titulare, aranjamentele proprii ale lui North a patru melodii populare de jazz din anii 1940, două colinde tradiționale de Crăciun și versiunea cu trupa de cimpoaie (en. pipe band) a melodiei Scotland the Brave care apare în film.

## Lansare
Filmul a avut premiera mondială la 14 mai 1968, la Michigan Theater, Detroit și la Vanity Theater din Windsor, Ontario, Canada. A avut premiera în alte 5 cinematografe din Detroit a doua zi.

## Primire

### Box office
Brigada diavolului a fost al patrulea cel mai popular film la lansare sa generală în Marea Britanie în 1968, după Cartea junglei, Barbarella și Carry on Doctor.
Wolper a scris mai târziu „Brigada diavolului s-a dovedit a fi un film grozav. A avut o poveste minunată, actoria a fost excelentă, iar publicul de la avanpremieră și criticii l-au plăcut. Din păcate, a apărut la doar câteva luni după lansarea filmului Duzina de ticăloși,  care a avut cam același tip de poveste. A fost un mare succes și ne-a ucis. Ne-am pierdut în vânt.

### Acuratețe
Pentru veteranii reali ai brigăzii, filmul a fost inexact din punct de vedere istoric. Într-un documentar TV Suicide Missions: The Black Devils, veteranul Bill Story a declarat: „Brigada diavolului a fost și este un film de război foarte distractiv. Dar, ca o bucată de istorie adevărată, este o prostie. Nu a existat niciodată un aspect ca cel din Duzina de ticăloși. Acest lucru nu a fost adevărat.”